# Адар-га-Кармель
32°48′28″ пн. ш. 34°59′53″ сх. д. / 32.80776389° пн. ш. 34.99815° сх. д.
Адар-га-Кармель (івр. הדר הכרמל), Скорочено називається Адар (івр. הדר, Гадар) — один із найстаріших районів Хайфи та центральний житловий квартал міста.
Розташовується на плато між розташованим на вершині гори Кармель районом Центральний Кармель  і Нижнім Містом. Назва походить від біблійної цитати 
|  | פָּרֹחַ תִּפְרַח וְתָגֵל אַף גִּילַת וְרַנֵּן, כְּבוֹד הַלְּבָנוֹן נִתַּן לָהּ, הֲדַר הַכַּרְמֶל וְהַשָּׁרוֹן; הֵמָּה יִרְאוּ כְבוֹד ה' הֲדַר אֱלֹהֵינוּ |

| " | ...бо да́на йому буде слава Лівану, пишно́та Карме́лу й Саро́ну... (Іс. 34:2) | " |

Як і у випадку з районом «Кармель», під загальною назвою «Адар» об'єднуються кілька районів: Нижній Адар, Центральний Адар і Верхній Адар. Нижній Адар межує з Нижнім Містом, Верхній - з Кармелем.
З північного заходу Адар обмежується районом арабів-християн Ваді-Ніснас, а зі сходу - річкою Га-Гіборім і районом Рамат-Вижниця. Обидва ці району часто включаються в Адар, як в повсякденному сприйнятті, так і адміністративно, однак разюче відрізняються від Адара за складом населення[джерело?].

## Галерея
|                                                                                    |
| Усипальниця Баба в центрі Бахайських садів, вид з рогу вулиць Невіїм і Шабтай Леві |

|                         |
| Пішохідна вулиця Нордау |

|                                               |
| Вулиця Герцель - головна торгова вулиця Адара |

|                                                 |
| Вулиця А-Халуц, центральна вулиця в районі Адар |

|                |
| Ринок Тальпіот |

|                                                 |
| Національний музей науки, технологій та космосу |

|             |
| Театр Хайфи |

|                     |
| Будівля мерії Хайфи |

|               |
| Школа «Реалі» |

|                       |
| Магазин мережі Машбір |

|                                                          |
| Вид на 23 поверховий Haifa Tower Hotel на вулиці Герцель |

|               |
| Вежа А-Невіїм |

|                                          |
| Магазин мережі Росман на вулиці А-Невіїм |